# 晋州樹木園駅

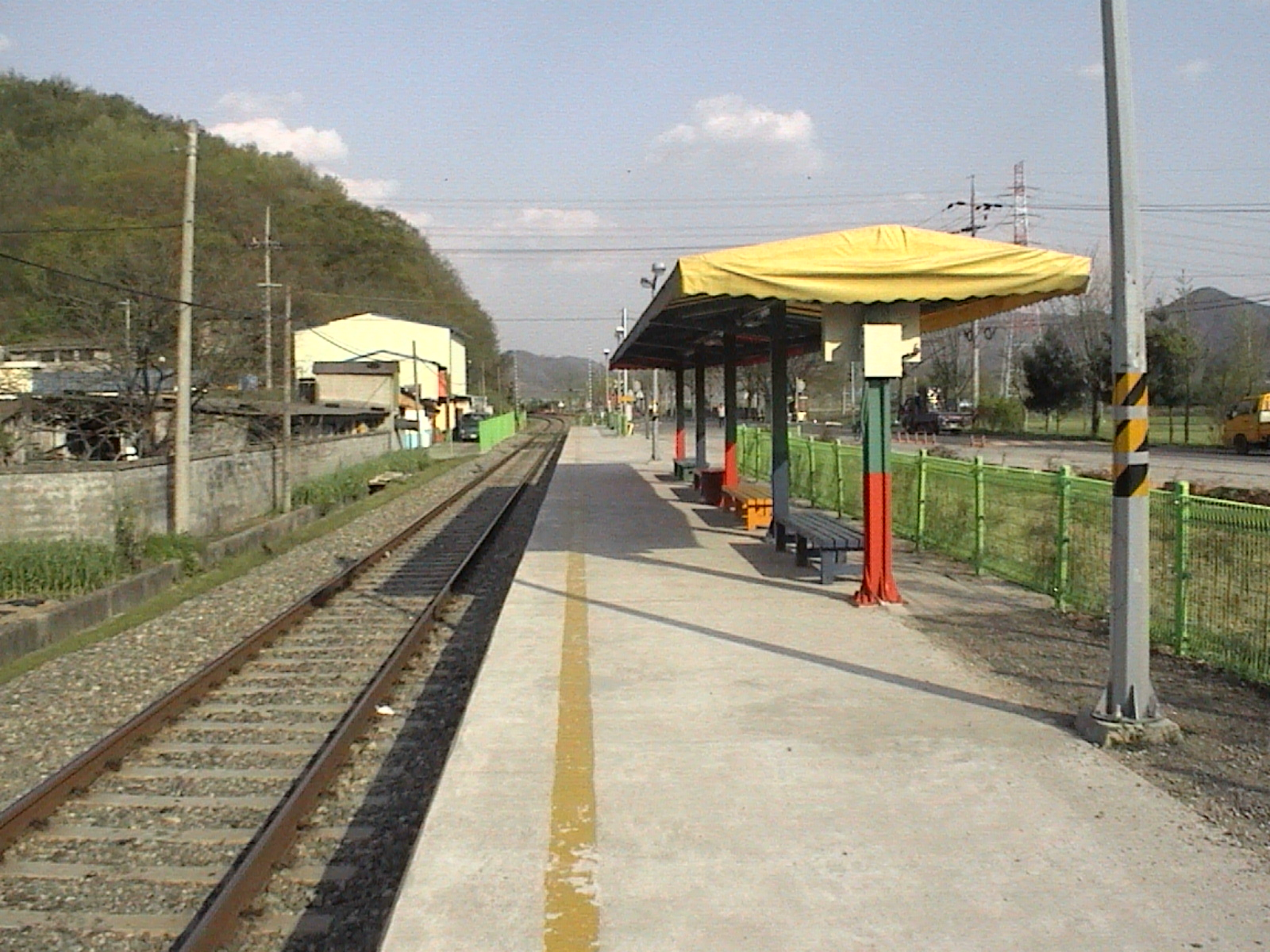
駅全景(2010年4月)

晋州樹木園駅（チンジュスモグォンえき、진주수목원역）は、かつて大韓民国慶尚南道晋州市に存在した韓国鉄道公社(KORAIL)慶全線の駅（廃駅）である。2012年10月23日の馬山 - 晋州間の複線化の際に廃止された。
近隣の慶尚南道樹木園利用客の便宜のために、2007年10月19日から臨時乗降場の形で営業を開始したが、2012年10月23日の馬山 - 晋州複線新線開通により、営業を開始してからわずか5年4日、1832日で廃止された。慶全線開通以来最短の期間しか営業していなかったこととは裏腹に、この駅には臨時駅にありがちな鉄骨造り等の華奢なホームではないしっかりとしたホーム、駅名標はもちろん、トイレまで完備していて、駅舎がない点を除けば基本的な駅機能が備わっていた。
普段は慶尚南道樹木園の開館時間から閉館時間まで1日10本のムグンファ号が停車したが、大型イベントがある場合には、馬山駅からこの駅を経て班城駅までの区間の延長運行をする形で増便運行する場合もあった。駅や近くの施設等では乗車券の取扱いをしていなかったため、乗車券は車内取り扱いであった。

## 歴史
- 2007年10月19日：臨時乗降場として営業開始[1]。
- 2012年10月23日：慶全線馬山-晋州複線非電化開通により廃止。